# MSK Kaunas
MSK futbolo komanda (lt  „Kauno maisto“ fabriko futbolo komanda) var en fodboldklub fra den litauiske by Kaunas.

## Historie
Klubben blev stiftet i 1932 og gik konkurs i 1940.

## Titler

### Nationalt
- A Lyga
  - Vindere (1): 1934.[1]